# Старча (гмина)
Старча (пол. Starcza) — сельская гмина (волость) в Польше, входит как административная единица в Ченстоховский повет, Силезское воеводство. Население — 2720 человек (на 2004 год).

## Демография
| Перепись                       | Всего   | Всего | Женщины | Женщины | Мужчины | Мужчины |
| ------------------------------ | ------- | ----- | ------- | ------- | ------- | ------- |
| Единицы                        | человек | %     | человек | %       | человек | %       |
| Население                      | 2720    | 100   | 1378    | 50,7    | 1342    | 49,3    |
| Плотность населения (чел./км²) | 135,3   | 135,3 | 68,6    | 68,6    | 66,8    | 66,8    |

## Сельские округа
1. Клепачка
2. Лысец
3. Рудник-Малы
4. Старча
5. Власна
6. Лазы
7. Зелёне-Гурки

## Соседние гмины
1. Гмина Каменица-Польска
2. Гмина Конописка
3. Гмина Почесна
4. Гмина Возники